# 坂口安吾
坂口安吾（1906年10月20日—1955年2月17日），本名坂口炳五（因生於丙午年，又於家中排行第五），是日本著名的小說家，出生於日本新潟縣新潟市。

## 影響
日本在第二次世界大戰戰敗後，坂口安吾曾是一個以重振日本文學為目標的青年作家團體的一份子，1946年，坂口安吾在日本《新潮雜誌》發表了其最著名的論文〈墮落論〉，重新檢視了日本武士道在第二次世界大戰時的角色。

## 主要著書

### 小説
- 《吹雪物語》
- 《白痴》
- 《盛開的櫻花林下》
- 《信長》
- 《二流之人》
- 《不連續殺人事件》
- 《故鄉街道》
- 《夜長姫與耳男》
- 《肝臟醫生》
- 《魔鬼的無聊》

### 評論・随筆
- 《堕落論》
- 《續墮落論》
- 《FARCE論》
- 《日本文化私観》
- 《文学故鄉》
- 《教祖文学》
- 《安吾巷談》
- 《青春論》
- 《天皇小論》
- 《戀愛論》
- 《太宰治殉情考》
- 《歐洲性格、日本性格》
- 《歷史偵查方法論》

## 著作一覧
- 《黒谷村》竹村書房 1935年
- 《吹雪物語》竹村書房 1938年（新体社 1947年）
- 《炉辺夜話集》スタイル社 1941年
- 《真珠》大観堂 1943年
- 《日本文化私観》文体社 1943年
- 《逃げたい心》銀座出版社 1947年
- 《いずこへ》真光社 1947年
- 《白痴》銀座出版社 1947年
- 《堕落論》銀座出版社 1947年
- 《いのちがけ》春陽堂 1947年
- 《道鏡》八雲書店 1947年
- 《欲望について》白桃書房 1947年
- 《外套と青空》地平社 1947年
- 《青鬼の褌を洗う女》山根書店 1947年
- 《二流の人》思索社 1948年
- 《風博士》山河書院 1948年
- 《金銭無情》文藝春秋新社 1948年
- 《教祖の文学》草野書房 1948年
- 《風と光と二十の私と》日本書林 1948年
- 《不良少年とキリスト》新潮社 1948年
- 《竹薮の家》文藝春秋社 1948年
- 《ジロリの女》秋田書店 1948年
- 《不連続殺人事件》イブニングスター社 1948年
- 《勝負師》作品社 1950年
- 《現代忍術伝》講談社 1950年
- 《天明太郎》（林房雄らと合作）宝文館 1950年
- 《安吾巷談》文藝春秋新社 1950年
- 《街はふるさと》新潮社 1950年
- 《安吾捕物帖 （1-3）》日本出版協同 1953-54年
- 《信長》筑摩書房 1953年
- 《夜長姫と耳男》講談社 1953年

### 作品集
- 《坂口安吾選集》（全9巻）銀座出版社 1947年
- 《定本坂口安吾全集》（全13巻）冬樹社 1967-72年
- 《坂口安吾選集》（全12巻）講談社 1982-83年
- 《坂口安吾全集》（全18巻）筑摩書房〈ちくま文庫〉 1989-91年
- 《坂口安吾全集》（全17巻）筑摩書房 1998-2000年、※本巻は完結、別巻は未刊行

### 文庫作品集
- 新潮文庫《白痴》(1948)《堕落論》
- 角川文庫《白痴・二流の人》(1970)《道鏡・狂人遺書》《堕落論》《暗い青春・魔の退屈》《ふるさとに寄する讃歌》《外套と青空》《ジロリの女》《夜長姫と耳男》《散る日本》《安吾巷談》《安吾史譚》《安吾新日本地理》《不連続殺人事件》《明治開化安吾捕物帖》《能面の秘密》《復員殺人事件》《私の探偵小説》
- 旺文社文庫《信長》(1974)
- 創元推理文庫《日本探偵小説全集10　坂口安吾集》(1985)
- 河出文庫《安吾史譚》(1989)《安吾新日本地理》《安吾新日本風土記》《日本論》
- 講談社文芸文庫《桜の森の満開の下》(1989)ほか9冊
- 人物文庫《勝海舟捕物帖》(2006)
- 岩波文庫《堕落論・日本文化私観 他二十二篇》(2008)《桜の森の満開の下・白痴 他十二篇》《風と光と二十の私と・いずこへ 他十六篇》
- 宝島社文庫《信長》(2008)

## 电影
已经制作成电影的作品列表。
| 公開年月日     | 标题                         | 导演     | 主演       | 製作                                      | 发行         |
| -------------- | ---------------------------- | -------- | ---------- | ----------------------------------------- | ------------ |
| 1951年4月27日  | 《天明太郎》                 | 池田忠雄 | 佐野周二   | 松竹大船撮影所                            | 松竹         |
| 1958年1月9日   | 《負ケラレマセン勝ツマデハ》 | 豐田四郎 | 森繁久彌   | 東京電影                                  | 東寶株式會社 |
| 1975年5月31日  | 《盛開的櫻花林下》           | 篠田正浩 | 若山富三郎 | 芸苑社                                    | 東宝         |
| 1977年3月15日  | 《不連続殺人事件》           | 曾根中生 | 瑳川哲朗   | タツミキカク / ATG                        | ATG          |
| 1998年10月17日 | 《カンゾー先生》             | 今村昌平 | 柄本明     | 今村製作公司 / 東映 / 東北新社 / 角川書店 | 東映         |
| 1999年11月13日 | 《白痴》                     | 手塚眞   | 淺野忠信   | 手塚製作公司                              | 松竹         |
| 2011年11月19日 | 《UN-GO episode:0 因果論》   | 水島精二 | 勝地涼     | BONES (動畫製作公司)                      | 東宝         |

## 文献

### 評传
- 坂口三千代《クラクラ日記》文藝春秋 1967年
- 檀一雄《太宰と安吾》虎見書房 1968年
- 庄司肇《坂口安吾》南北社 1968年
- 檀一雄《小説坂口安吾》東洋出版 1969年
- 奥野健男《坂口安吾》　文藝春秋 1972年、文春文庫、1996年
- 若園清太郎《わが坂口安吾》昭和出版 1976年
- 杉森久英《小説坂口安吾》河出文庫 1984年
- 村上護《安吾風来記》新書館 1986年
- 野原一夫《人間坂口安吾》　学陽書房・人物文庫 1996年
- 七北数人《評伝坂口安吾 魂の事件簿》集英社 2002年
- 出口裕弘《坂口安吾百歳の異端児》新潮社 2006年
- 相馬正一《坂口安吾―戦後を駆け抜けた男》人文書館 2006年
- 半藤一利《坂口安吾と太平洋戦争》PHP研究所 2009年

### 相关書籍
- 坂口綱男《安吾と三千代と四十の豚児と》集英社　1999年
- 坂口綱男《安吾のいる風景》 春陽堂書店　2006年　フォトエッセイ
- 荻野アンナ《アイ・ラブ安吾》朝日新闻社　1992年
- 石川淳《諸国畸人伝》（父・阪口（坂口）五峯についての評伝）　筑摩書房ほか
- 林忠彦《カストリ時代》（朝日ソノラマ 1970年、新版ピエ・ブックス、2007年）
  - 《文士と小説のふるさと》　（ピエ・ブックス、2007年）　安吾の仕事場の写真を収録
  - 《日本の写真家25　林忠彦》　（岩波書店、1998年）　以上にも所収。
- 山田正纪《弥勒戦争》早川書房 1976年（焼跡の酒場で自身の経験による恋愛論などを語る安吾が登場する）
- いしかわじゅん《ちゃんどら》雙葉社 1983年（風博士という人物が登場する）
- 柄谷行人《坂口安吾と中上健次》太田出版 1996年
- 野崎六助《安吾探偵控》（2003年）《イノチガケ》（2005年）《オモチャ箱》（2007年）東京創元社
- 《ユリイカ詩と批評　太宰治・坂口安吾》　2008年8月号：青土社
- 《坂口安吾論集　1．2．3》　ゆまに書房、2002年、2004年、2007年
- 杉山直樹《血をわたる》自由国民社2011年発行　ISBN 978-4-426-10888-5

## 相关人物
- 野田秀樹（劇作家・俳優、《贋作・桜の森の満開の下》を発表）